# قائمة البعثات الدبلوماسية للجمهورية العربية الصحراوية الديمقراطية

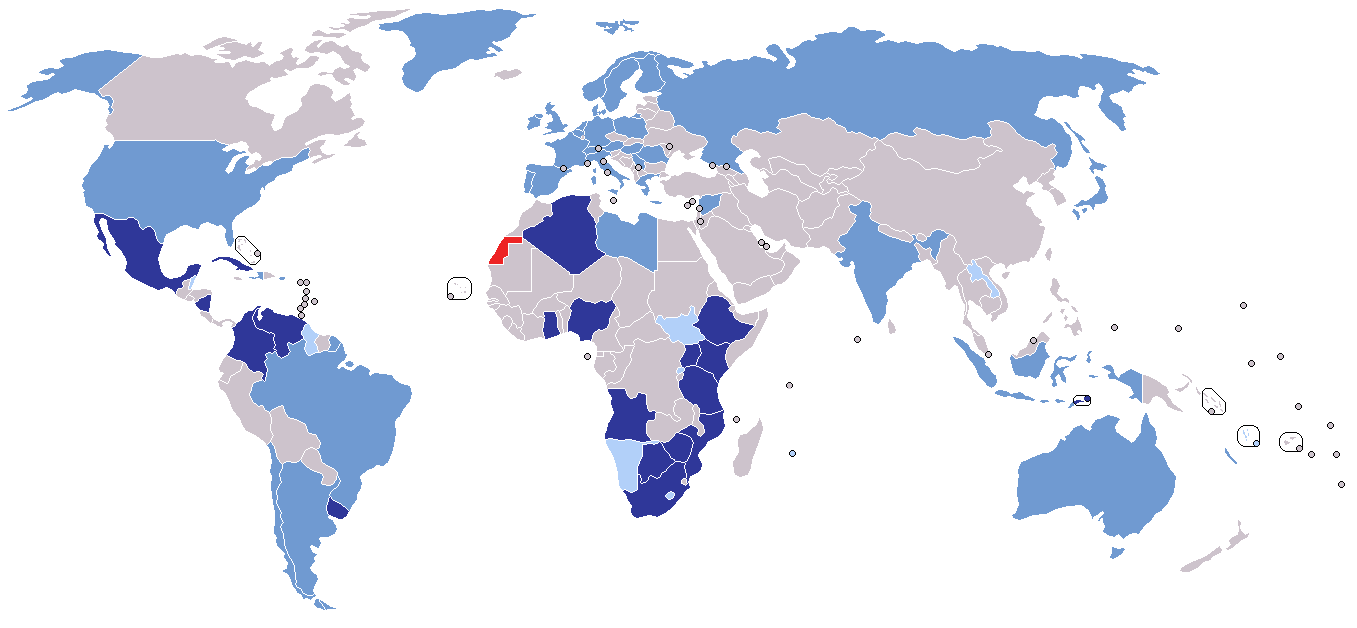
البعثات الدبلوماسية للجمهورية العربية الصحراوية الديمقراطية
الجمهورية العربية الصحراوية الديمقراطية، على النحو المطالب به
سفارة الجمهورية العربية الصحراوية الديمقراطية
مكتب تمثيل الجمهورية العربية الصحراوية الديمقراطية
سفارة الجمهورية العربية الصحراوية الديمقراطية ، غير مقيمة

هذه قائمة بالبعثات الدبلوماسية للجمهورية العربية الصحراوية الديمقراطية. وتقيم حكومة الجمهورية العربية الصحراوية الديمقراطية في المنفى، بقيادة جبهة البوليساريو ومقرها في مخيم الرابوني، الجزائر، علاقات دبلوماسية مع 39 دولة، ولديها شبكة دبلوماسية صغيرة في الخارج. وبسبب مطالبة المغرب بالسيادة على الصحراء الغربية، التي يطلق عليها اسم الأقاليم الجنوبية، لا تحظى الجمهورية الصحراوية باعتراف واسع. ومعظم سفارات الجمهورية الصحراوية موجودة في أفريقيا وأمريكا اللاتينية. ولدى بعض السفارات وثائق اعتماد متعددة. بالإضافة إلى ذلك، تحتفظ الجمهورية العربية الصحراوية الديمقراطية (جبهة البوليساريو) بشبكة واسعة من الممثلين في البلدان التي لا تعترف بالجمهورية العربية الصحراوية الديمقراطية كدولة ذات سيادة.

## أفريقيا
- الجزائر[3][4][5]
  - الجزائر العاصمة (سفارة)
  - وهران (قنصلية)
- أنغولا[3][4][6]
  - لواندا (سفارة)
- إثيوبيا[7][8][9]
  - أديس أبابا (سفارة)
- غانا[10]
  - أكرا (سفارة)
- كينيا[11][12]
  - نيروبي (سفارة)
- ليبيا[3][4]
  - طرابلس (وفد عام)
- موزمبيق[13][14]
  - مابوتو (سفارة)
- نيجيريا[15]
  - أبوجا (سفارة)
- جنوب إفريقيا[16]
  - بريتوريا (سفارة)
- تنزانيا[17][18][19]
  - دار السلام (سفارة)
- أوغندا
  - كامبالا (سفارة)[20][21]
- زيمبابوي
  - هراري (سفارة)[22]

## الأمريكتان

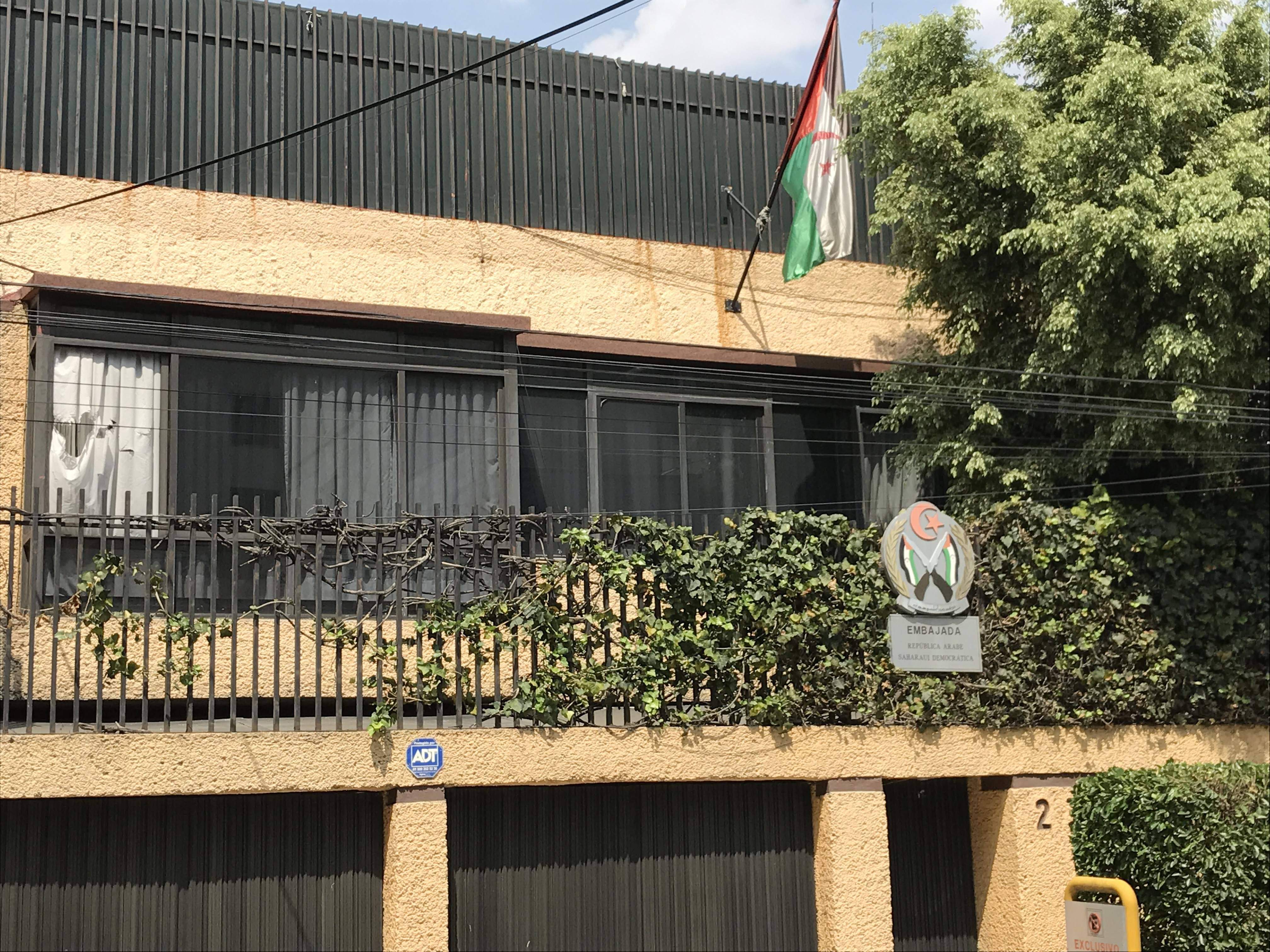
سفارة الجمهورية العربية الصحراوية الديمقراطية في مدينة مكسيكو

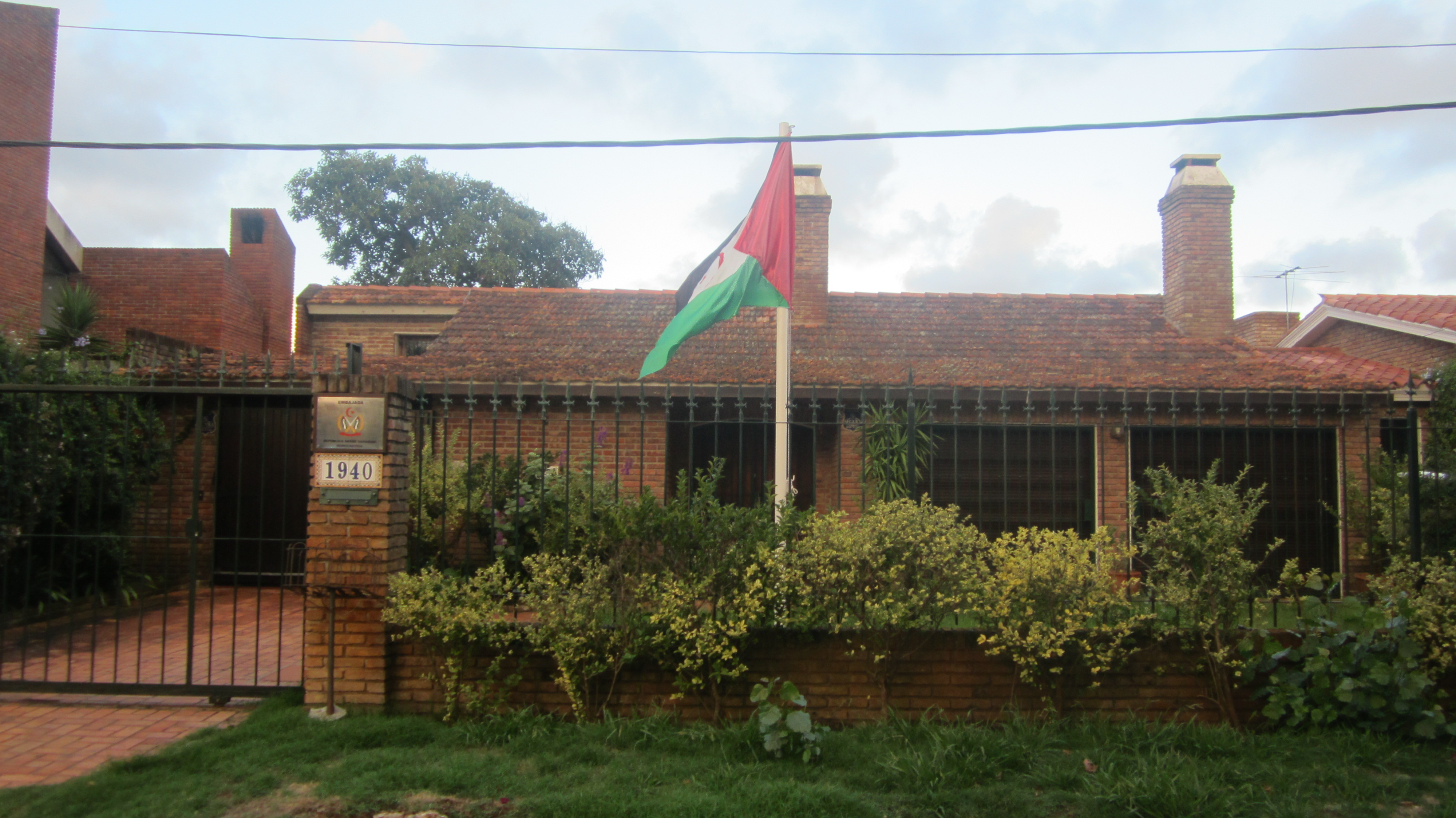
سفارة الجمهورية العربية الصحراوية الديمقراطية في مونتيفيديو

- الأرجنتين[23][24]
  - بوينس آيرس (بعثة)
- البرازيل[25][26]
  - برازيليا (بعثة)
- تشيلي[27][28][29][30]
  - سانتياغو (بعثة)
- كولومبيا[31][32]
  - بوغوتا (بعثة)
- كوبا[33]
  - هافانا (سفارة)
- الإكوادور[34][35]
  - كيتو (سفارة)
- هايتي[3][4]
- بورت أو برانس (بعثة)
- المكسيك[36]
  - مكسيكو سيتي (سفارة)
- نيكاراغوا[37]
  - ماناغوا (سفارة)
- بنما[38]
  - مدينة بنما (سفارة)
- بيرو[39]
- ليما (سفارة)
- الولايات المتحدة[40][41]
  - واشنطن العاصمة (مكتب تمثيل)
- الأوروغواي[42]
  - مونتيفيديو (سفارة)
- فنزويلا[43]
  - كاراكاس (سفارة)

## آسيا
- تيمور الشرقية[44][45]
  - ديلي (سفارة)
- الهند[46][47]
  - نيودلهي (مكتب تمثيل الهند، سفارة لاوس)
- إندونيسيا[48][49]
  - جاكرتا (مكتب تمثيل)
- اليابان[50]
  - طوكيو (مكتب تمثيل)
- سوريا[3][4]
  - دمشق (وفد عام)

## أوروبا
- النمسا[40][51][52]
  - فيينا (مكتب تمثيل)
- بلجيكا[40][53]
- بروكسل (مكتب تمثيل)
- الدنمارك[40][54]
  - كوبنهاغن (مكتب تمثيل)
- فنلندا[3][55][56]
  - هلسنكي (مكتب تمثيل)
- فرنسا[40]
  - بانيوليه (باريس) (مكتب تمثيل)
- ألمانيا[40][57]
  - برلين (مكتب تمثيل)
  - بريمن (مكتب تمثيل)
- اليونان[3]
  - أثينا (مكتب تمثيل)
- المجر[40]
  - بودابست (مكتب التمثيل)
- أيرلندا[58]
  - دبلن (مكتب تمثيل)
- إيطاليا[40][59][60][61][note 2]
  - روما (مكتب التمثيل)
  - سيستو فيورنتينو (مكتب التمثيل)
- هولندا[40]
  - لاهاي (مكتب تمثيل)
- النرويج[3][62][63]
  - أوسلو (مكتب تمثيل)
- بولندا
  - وارسو (مكتب تمثيل)
- البرتغال[40]
  - لشبونة (مكتب تمثيل)
- رومانيا
  - بوخارست (مكتب تمثيل)
- روسيا[3][64][65]
  - موسكو (مكتب تمثيل)
- سلوفينيا[66][67]
- ليوبليانا (مكتب تمثيل)
- إسبانيا[40][68][69][70]
  - مدريد (مكتب تمثيل)
  - برشلونة (مكتب تمثيل)
- السويد[40][71]
  - ستوكهولم (مكتب تمثيل)
- سويسرا[40][72]
  - جنيف (مكتب تمثيل)
- المملكة المتحدة[73][74][75][76][77]
  - لندن (مكتب تمثيل)

## أوقيانوسيا
- أستراليا[40]
  - غليب (سيدني) (مكتب تمثيل)

## المنظمات المتعددة الأطراف
- أديس أبابا (بعثة دائمة لدى الاتحاد الأفريقي)[8][78]
- بروكسل (مكتب الجمهورية العربية الصحراوية الديمقراطية لدى الاتحاد الأوروبي)[3][4]
- جنيف (مكتب الجمهورية العربية الصحراوية الديمقراطية لدى الأمم المتحدة)[79]
- مدينة نيويورك (مكتب الجمهورية العربية الصحراوية الديمقراطية لدى الأمم المتحدة)[79]

## وصلات خارجية
- السفارات والوفود الصحراوية في العالم
- السفارة الصحراوية في الجزائر (بالاسبانية)
- السفارة الصحراوية في إثيوبيا والاتحاد الأفريقي
- السفارة الصحراوية في المكسيك (بالاسبانية)
- السفارة الصحراوية في بنما (بالاسبانية)
- السفارة الصحراوية في أوروغواي (بالإسبانية)
- السفارة الصحراوية في فنزويلا (بالاسبانية)
- السفارة الصحراوية في زمبابوي